# كلارك سبنسر
كلارك سبنسر (بالإنجليزية: Clark Spencer)‏ هو منتج أفلام أمريكي، ولد في 6 أبريل 1963 في سياتل في الولايات المتحدة.

## وصلات خارجية
- كلارك سبنسر على موقع IMDb (الإنجليزية)
- كلارك سبنسر على موقع قاعدة بيانات الفيلم (الإنجليزية)